# 朴光哲
朴 光哲（ぼく こうてつ、1977年5月27日 - ）は、在日韓国人の元男性総合格闘家。日本静岡県出身。フリー。元ONE世界ライト級王者。元修斗環太平洋ライト級王者。韓国名はパク・グァンチョル（박광철）。

## 来歴
高校まではサッカーをやっていた。
高校3年時からは、サッカー部に在籍しながらボクシングを始める。その後進学した朝鮮大学校ではボクシング部に所属した。
大学卒業後はSHOOTO GYM K'z FACTORYに入門し、働きながら総合格闘技の練習にも本格的に取り組むようになる。
2000年4月2日、K-1 モンスターチャレンジ2000・重量級（70kg以上）に出場し、準優勝。5月5日、第11回全日本新空手道選手権大会・重量級に出場。1回戦で小野寺茂雄と対戦し、延長の末判定負け。
2001年9月24日、全日本アマチュア修斗選手権ウェルター級（-70kg）に出場。決勝で内村世己に一本勝ちし、優勝を果たした。
2001年11月26日、プロ修斗デビュー戦でマーク・ドゥンカンと対戦し、腕ひしぎ十字固めで一本勝ちを収めた。
2003年2月6日、修斗で石田光洋と対戦し、判定負け。
2004年1月24日、修斗環太平洋ウェルター級王者決定トーナメント1回戦で八隅孝平と対戦し、判定勝ち。
2005年1月29日、修斗環太平洋ウェルター級王者決定トーナメント決勝で雷暗暴と対戦。打撃で優勢に試合を進め判定勝ちを収め王座獲得に成功した。
2005年9月7日、初参戦となったHERO'Sのミドル級（-70kg）トーナメントリザーブファイトでエルメス・フランカと対戦し、2-0の判定勝ち。
2006年8月5日、HERO'Sでアレッシャンドリ・フランカ・ノゲイラと対戦。1Rはやや劣勢に立たされるも、2R以降は打撃で追いつめ判定勝ち。11月10日、修斗で冨樫健一郎と対戦予定であったが、右肘負傷のため欠場となった。
2007年3月17日、CAGE FORCEに初参戦しライト級王座決定トーナメントに出場。CAGE FORCE 02の1回戦はヤルッコ・ラートマキにマウントエルボーでTKO勝ち。6月9日、CAGE FORCE 03の準々決勝ではデイビッド・ガードナーに3-0の判定勝ち。9月8日、CAGE FORCE 04の準決勝では光岡映二に2-1の判定勝ちで決勝進出を果たすも、12月1日のCAGE FORCE 05で行われた決勝ではアルトゥール・ウマハノフと対戦し、判定負けを喫し王座獲得に失敗した。
2008年3月15日、DREAM.1のライト級グランプリ1回戦でヨアキム・ハンセンと対戦し、判定負け。
2009年1月18日、修斗で環太平洋ウェルター級王者の遠藤雄介とノンタイトル戦を行い、判定1-0で引き分け。5月10日の修斗20周年記念大会ではウエタユウにパウンドでTKO勝ち。9月22日には環太平洋ウェルター級チャンピオンシップで遠藤と再戦し、スリーパーホールドで一本負けを喫し王座獲得に失敗した。
2009年11月23日、修斗で行われた修斗 vs. パンクラスの対抗戦で坂口征夫と対戦し、カウンターの左フックで失神KO勝ちを収めた。
2010年1月30日、日本初開催となったKing of the Cageでトニー・ハービーと対戦し、判定勝ちを収めた。
2010年5月30日、修斗で児山佳宏と対戦し、3-0の判定勝ち。9月23日には修斗で田村ヒビキと対戦予定であったが、右膝内側側副靭帯損傷により欠場となった。
2011年1月10日、修斗で改めて田村ヒビキと対戦し、3-0の判定勝ちを収めた。
2012年10月6日、ONE FC初参戦となったONE FC 6の初代ライト級王座決定戦でゾロバベル・モレイラと対戦し、3Rにアッパー連打でTKO勝ちを収め王座獲得に成功した。
2013年4月5日、ONE FC 8の世界ライト級タイトルマッチで青木真也と対戦し、2Rにリアネイキドチョークで一本負けを喫し王座陥落した。試合後に朴が「蛇に睨まれたカエルのように動けなかった」と語ったほど一方的な青木ペースの試合であった。
2015年5月31日、フェザー級転向初戦となったパンクラスで牛久絢太郎と対戦し、グラウンドの肘打ちでTKO勝ちを収めた。
2020年11月21日、RIZIN.25で白川陸斗と対戦しTKO負け。
2020年12月22日、KRAZY BEEで同門だった矢地祐介のYouTubeチャンネルにて正式に引退を表明した。

## 人物・エピソード
- 鋭い眼光、体に刻まれた無数の刺青等、威圧感のある風貌をしているが、非常に気さくな人物である。
- 佐藤ルミナや勝村周一朗など親しい先輩からは、「カンチョル」と呼ばれている[12]
- ヴィーガンである[13][14]。
- ヴィーガンやめて、今はお肉をムシャムシャ食べている。

## 戦績

### プロ総合格闘技
| 総合格闘技 戦績 | 総合格闘技 戦績 | 総合格闘技 戦績 | 総合格闘技 戦績 | 総合格闘技 戦績 | 総合格闘技 戦績 | 総合格闘技 戦績 |
| --------------- | --------------- | --------------- | --------------- | --------------- | --------------- | --------------- |
| 44 試合         | (T)KO           | 一本            | 判定            | その他          | 引き分け        | 無効試合        |
| 26 勝           | 13              | 1               | 12              | 0               | 2               | 0               |
| 16 敗           | 3               | 6               | 7               | 0               | 2               | 0               |

| 勝敗 | 対戦相手                             | 試合結果                              | 大会名                                                                                           | 開催年月日     |
| ×    | 白川陸斗                             | 3R 4:19 TKO（サッカーボールキック）   | RIZIN.25                                                                                         | 2020年11月21日 |
| ×    | 青井人                               | 5分3R終了 判定0-3                     | RIZIN.23 - CALLING OVER -                                                                        | 2020年8月10日  |
| ×    | タン・リー                           | 1R 1:28 KO（上フック）                | ONE Championship: Dreams of Gold                                                                 | 2019年8月16日  |
| ×    | ブルーノ・プッチ                     | 1R 3:32 リアネイキドチョーク          | ONE Championship: Eternal Glory                                                                  | 2019年1月19日  |
| ×    | クリスチャン・リー                   | 1R 3:24 TKO（パウンド）               | ONE Championship: Warriors of the World                                                          | 2017年12月9日  |
| ○    | エリック・ケリー                     | 3R 3:27 TKO（パウンド）               | One Championship: Kings & Conquerors                                                             | 2017年8月5日   |
| ○    | ティモフィ・ナシューヒン             | 1R終了時 TKO（ドクターストップ）      | One Championship: Defending Honor                                                                | 2016年11月11日 |
| ×    | ジャダンバ・ナラントンガラグ         | 3R 1:27 ヴォンフルーチョーク          | ONE Championship 42: Ascent to Power                                                             | 2016年5月6日   |
| ○    | ヴィンセント・ラトゥール             | 2R 4:04 TKO（パウンド）               | ONE Championship 39: Tribe of Warriors                                                           | 2016年2月20日  |
| ○    | メイジャー・オーバーロール           | 2R 1:19 TKO（スタンドパンチ連打）     | ONE Championship 32: Pride of Lions                                                              | 2015年11月13日 |
| ○    | 牛久絢太郎                           | 2R 4:49 TKO（グラウンドの肘打ち）     | PANCRASE 267                                                                                     | 2015年5月31日  |
| ×    | エドゥアルド・フォラヤン             | 5分3R終了 判定0-3                     | ONE FC 15: Rise of Heroes                                                                        | 2014年5月2日   |
| ○    | アルナウド・ルポン                   | 1R 4:07 KO（右ボディブロー→パウンド） | ONE FC 14: War of Nations                                                                        | 2014年3月14日  |
| ×    | ヴィシール・コロッサ                 | 5分3R終了 判定0-3                     | ONE FC 10: Champions and Warriors                                                                | 2013年9月13日  |
| ×    | 青木真也                             | 2R 2:01 リアネイキドチョーク          | ONE FC 8: Kings and Champions 【ONE FC世界ライト級タイトルマッチ】                               | 2013年4月5日   |
| ○    | ゾロバベル・モレイラ                 | 3R 1:02 TKO（スタンドパンチ連打）     | ONE FC 6: Rise of Kings 【ONE FCライト級王座決定戦】                                             | 2012年10月6日  |
| ○    | 小知和晋                             | 1R 1:07 KO（右フック）                | 修斗                                                                                             | 2012年7月16日  |
| ×    | 弘中邦佳                             | 5分3R終了 判定0-3                     | 修斗 SHOOTOR'S LEGACY 03 【修斗世界ウェルター級チャンピオン決定戦】                              | 2011年7月18日  |
| ○    | 田村ヒビキ                           | 5分3R終了 判定3-0                     | 修斗 SHOOTOR'S LEGACY 01                                                                         | 2011年1月10日  |
| ○    | 児山佳宏                             | 5分3R終了 判定3-0                     | 修斗 The Way of SHOOTO 03 〜Like a Tiger, Like a Dragon〜                                        | 2010年5月30日  |
| ○    | トニー・ハービー                     | 5分3R終了 判定3-0                     | King of the Cage in 沖縄 2010 登竜門                                                             | 2010年1月30日  |
| ○    | 坂口征夫                             | 1R 1:54 KO（左フック）                | 修斗 REVOLUTIONARY EXCHANGES 3                                                                   | 2009年11月23日 |
| ×    | 遠藤雄介                             | 1R 3:17 スリーパーホールド            | 修斗 REVOLUTIONARY EXCHANGES 2 【修斗環太平洋ウェルター級チャンピオンシップ】                    | 2009年9月22日  |
| ○    | ウエタユウ                           | 1R 4:56 TKO（パウンド）               | "修斗伝承 ROAD TO 20th ANNIVERSARY FINAL"                                                        | 2009年5月10日  |
| △    | 遠藤雄介                             | 5分3R終了 判定1-0                     | "修斗伝承 05" ROAD TO 20th ANNIVERSARY                                                           | 2009年1月18日  |
| ×    | ヨアキム・ハンセン                   | 2R（10分/5分）終了 判定0-3            | DREAM.1 ライト級グランプリ2008 開幕戦 【ライト級グランプリ 1回戦】                               | 2008年3月15日  |
| ×    | アルトゥール・ウマハノフ             | 5分3R終了 判定1-2                     | CAGE FORCE 05 【ライト級王座決定トーナメント 決勝】                                              | 2007年12月1日  |
| ○    | 光岡映二                             | 5分3R終了 判定2-1                     | CAGE FORCE 04 【ライト級王座決定トーナメント 準決勝】                                            | 2007年9月8日   |
| ○    | デイビッド・ガードナー               | 5分3R終了 判定3-0                     | CAGE FORCE 03 【ライト級王座決定トーナメント 準々決勝】                                          | 2007年6月9日   |
| ○    | ヤルッコ・ラートマキ                 | 1R 2:33 TKO（グラウンドの肘打ち）     | CAGE FORCE 02 【ライト級王座決定トーナメント 1回戦】                                             | 2007年3月17日  |
| △    | 冨樫健一郎                           | 5分3R終了 判定1-1                     | 修斗 BACK TO OUR ROOTS 01                                                                        | 2007年2月17日  |
| ○    | アレッシャンドリ・フランカ・ノゲイラ | 5分2R終了 判定3-0                     | HERO'S 2006 ミドル&ライトヘビー級世界最強王者決定トーナメント準々決勝                            | 2006年8月5日   |
| ○    | エルメス・フランカ                   | 5分2R終了 判定2-0                     | HERO'S 2005 ミドル級世界最強王者決定トーナメント準決勝 【ミドル級トーナメント リザーブファイト】 | 2005年9月7日   |
| ○    | 雷暗暴                               | 5分3R終了 判定2-0                     | 修斗 【環太平洋ウェルター級王者決定トーナメント 決勝】                                           | 2005年1月29日  |
| ○    | 村濱天晴                             | 5分3R終了 判定3-0                     | 修斗 【環太平洋ウェルター級王者決定トーナメント 準決勝】                                         | 2004年9月26日  |
| ○    | 八隅孝平                             | 5分3R終了 判定3-0                     | 修斗 【環太平洋ウェルター級王者決定トーナメント 1回戦】                                          | 2004年1月24日  |
| ○    | 松下直揮                             | 2R 1:15 TKO（3ダウン：パンチ連打）    | 修斗 SHOOTO GIG CENTRAL Vol.4                                                                    | 2003年9月21日  |
| ×    | 冨樫健一郎                           | 1R 2:48 腕ひしぎ十字固め              | 修斗                                                                                             | 2003年6月27日  |
| ×    | 石田光洋                             | 5分2R終了 判定0-3                     | 修斗                                                                                             | 2003年2月6日   |
| ○    | トニコ・ジュニオール                 | 1R 4:50 TKO（パウンド）               | 修斗 TREASURE HUNT 08                                                                            | 2002年7月19日  |
| ×    | 村濱天晴                             | 2R 3:17 膝十字固め                    | 修斗 TREASURE HUNT 06                                                                            | 2002年5月5日   |
| ○    | 松本光央                             | 5分2R終了 判定3-0                     | 修斗 TREASURE HUNT 02                                                                            | 2002年3月13日  |
| ○    | 飛田拓人                             | 5分2R終了 判定3-0                     | 修斗 TREASURE HUNT                                                                               | 2002年1月25日  |
| ○    | マーク・ドゥンカン                   | 2R 3:15 腕ひしぎ十字固め              | 修斗 SHOOTO GIG EAST 2001-07                                                                     | 2001年11月26日 |

### アマチュア総合格闘技
| 勝敗 | 対戦相手   | 試合結果                      | 大会名                                                                     | 開催年月日    |
| ○    | 内村世己   | 1R 2:38 スリーパーホールド    | 第8回全日本アマチュア修斗選手権 【ウェルター級 決勝】                      | 2001年9月24日 |
| ○    | 滝田将也   | 4分1R終了 判定24-22           | 第8回全日本アマチュア修斗選手権 【ウェルター級 準決勝】                    | 2001年9月24日 |
| ○    | 井上武     | 4分1R終了 判定22-16           | 第8回全日本アマチュア修斗選手権 【ウェルター級 2回戦】                     | 2001年9月24日 |
| ○    | 立石勇一   | 4分1R終了 判定21-21 旗判定2-1 | 第8回全日本アマチュア修斗選手権 【ウェルター級 1回戦】                     | 2001年9月24日 |
| ×    | 伊勢野寿一 | 4分1R終了 ポイント21-28       | 第1回東日本アマチュア修斗フレッシュマントーナメント 【ウェルター級 1回戦】 | 2001年4月15日 |

### キックボクシング
| 勝敗 | 対戦相手       | 試合結果          | 大会名                                                                       | 開催年月日    |
| ×    | 新田明臣       | 3R終了 判定0-3    | K-1 WORLD MAX 2005 〜世界一決定トーナメント決勝戦〜 【スーパーファイト】     | 2005年7月20日 |
| ×    | サム・スタウト | 延長R終了 判定0-3 | K-1 WORLD MAX 2005 〜世界一決定トーナメント開幕戦〜 【オープニングファイト】 | 2005年5月4日  |
| ×    | 吉川富美夫     | 3分1R終了 判定0-5 | K-1 モンスターチャレンジ2000 【重量級 決勝】                                 | 2000年4月2日  |
| ○    | 梁弘樹         | 2分1R終了 判定5-0 | K-1 モンスターチャレンジ2000 【重量級 準決勝】                               | 2000年4月2日  |

## 獲得タイトル
- 第8回全日本アマチュア修斗選手権 ウェルター級 優勝（2001年）
- 初代修斗環太平洋ウェルター級王座（2005年）
- 初代ONE FC世界ライト級王座（2012年）